# GCHQ
GCHQ (oficialmente Government Communications Headquarters; literal Cuartel General de Comunicaciones del Gobierno), es uno de los tres servicios de inteligencia del Reino Unido. Sus dos principales funciones incluyen la inteligencia de señales (SIGINT), que supone la monitorización, intercepción y descifrado de datos, sobre todo en la lucha contra el terrorismo y el crimen organizado; y la information assurance (IA), una especialización de la seguridad de la información, para proteger los sistemas de comunicaciones informáticas del gobierno británico.
Al igual que el MI6, pertenece al Ministerio de Asuntos Exteriores británico. Sus 4500 empleados ocupan unas instalaciones modernas en Cheltenham, inauguradas en 2003. A finales de 2011, lanzó una iniciativa por internet para captar expertos en criptoanálisis.

## Historia
GCHQ tiene sus orígenes en Bletchley Park, la mansión victoriana que albergó la primera computadora Colossus que permitió romper los códigos de la máquina Enigma alemana, y donde trabajó como criptoanalista el matemático Alan Turing.
Según se supo en 1999, antes de la publicación de la teoría de clave pública de Whitfield Diffie y Martin Hellman, la teoría de la clave pública ya era conocida por los servicios secretos del GCHQ por investigaciones de sus trabajadores. En 1969 James Henry Ellis había establecido la estrategia de clave pública y posteriormente, entre 1973 y 1975, Clifford Christopher Cocks y Malcolm John Williamson propusieron protocolos de aplicación de algoritmos de clave pública. Concretamente  Malcolm John Williamson propuso algo muy similar al protocolo de establecimiento de claves de Diffie-Hellman y Clifford Christopher Cocks propuso algo similar al algoritmo RSA. Sin embargo estos hallazgos se mantuvieron en secreto y no tuvieron ninguna aplicación práctica.
En 2013, gracias a la revelaciones de Edward Snowden, se descubrió que el GCHQ colaboró con la Agencia de Seguridad Nacional estadounidense (NSA), una de las principales agencias de inteligencia involucradas en los programas de vigilancia mundial y se reveló la acción de una de sus unidades, el Joint Threat Research Intelligence Group.